# Vieux-Charmont
Vieux-Charmont est une commune française située dans le département du Doubs, la région culturelle et historique de Franche-Comté et la région administrative Bourgogne-Franche-Comté, dans l'Est de la France. Appartenant à l'agglomération du Pays de Montbéliard, elle est rattachée au canton de Bethoncourt.
Les habitants de Vieux-Charmont sont appelés les Charmontais.

## Géographie

### Description

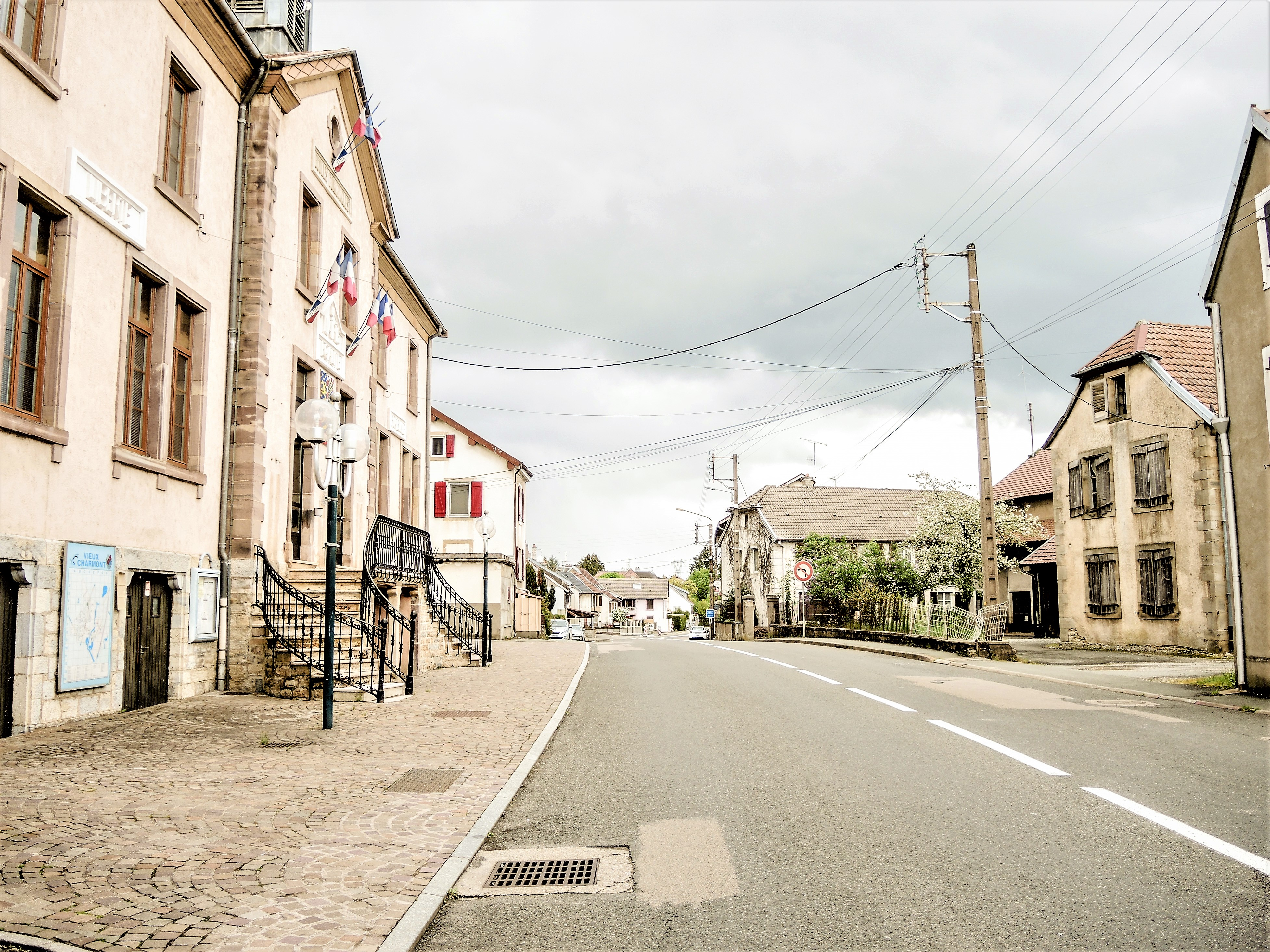
La rue de Belfort.

Vieux-Charmont est un bourg de l'agglomération de Montbéliard situé à 3 km au nord-est de cette ville, à 13 km au sud de Belfort,57 km à l'ouest de Bâle, à 70 km au nord-est de Besançon et à 12 km de la frontière franco-suisse.
Il est aisément accessible par l'autoroute A36 (France) qui traverse son territoire.

### Hydrographie
La commune de Vieux-Charmont est traversée par le cours d'eau la Savoureuse, un sous-affluent du Rhône par l'Allan, le Doubs et la Saône.
Plusieurs étangs sont situés à proximité du cours d'eau.

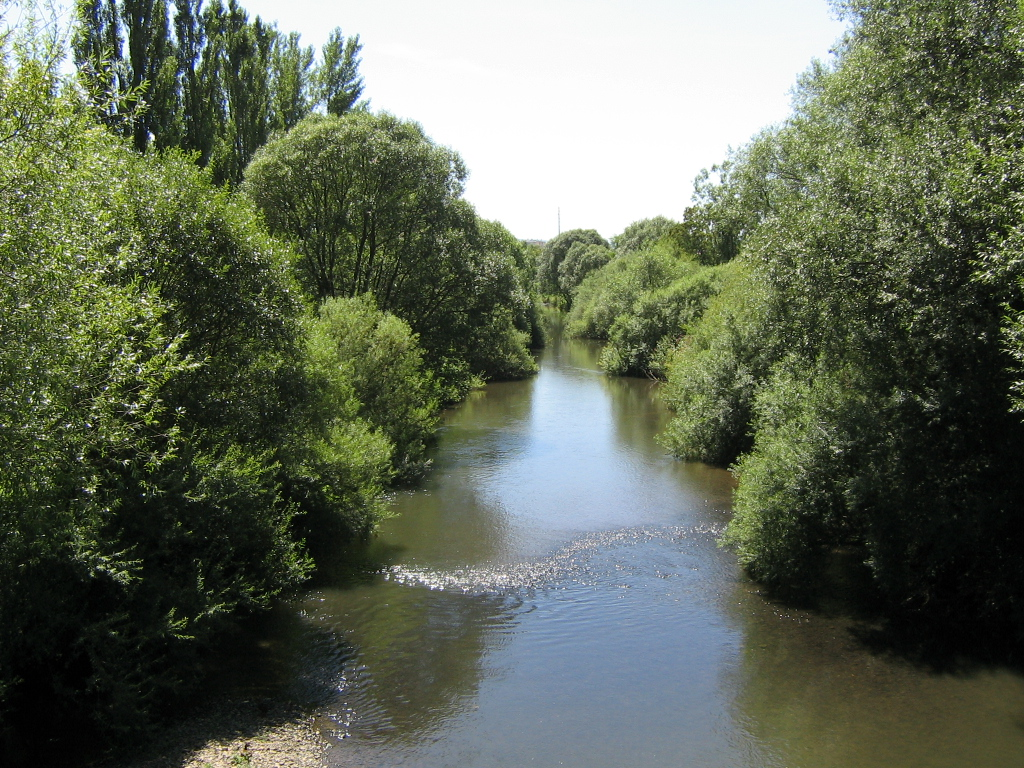
La Savoureuse
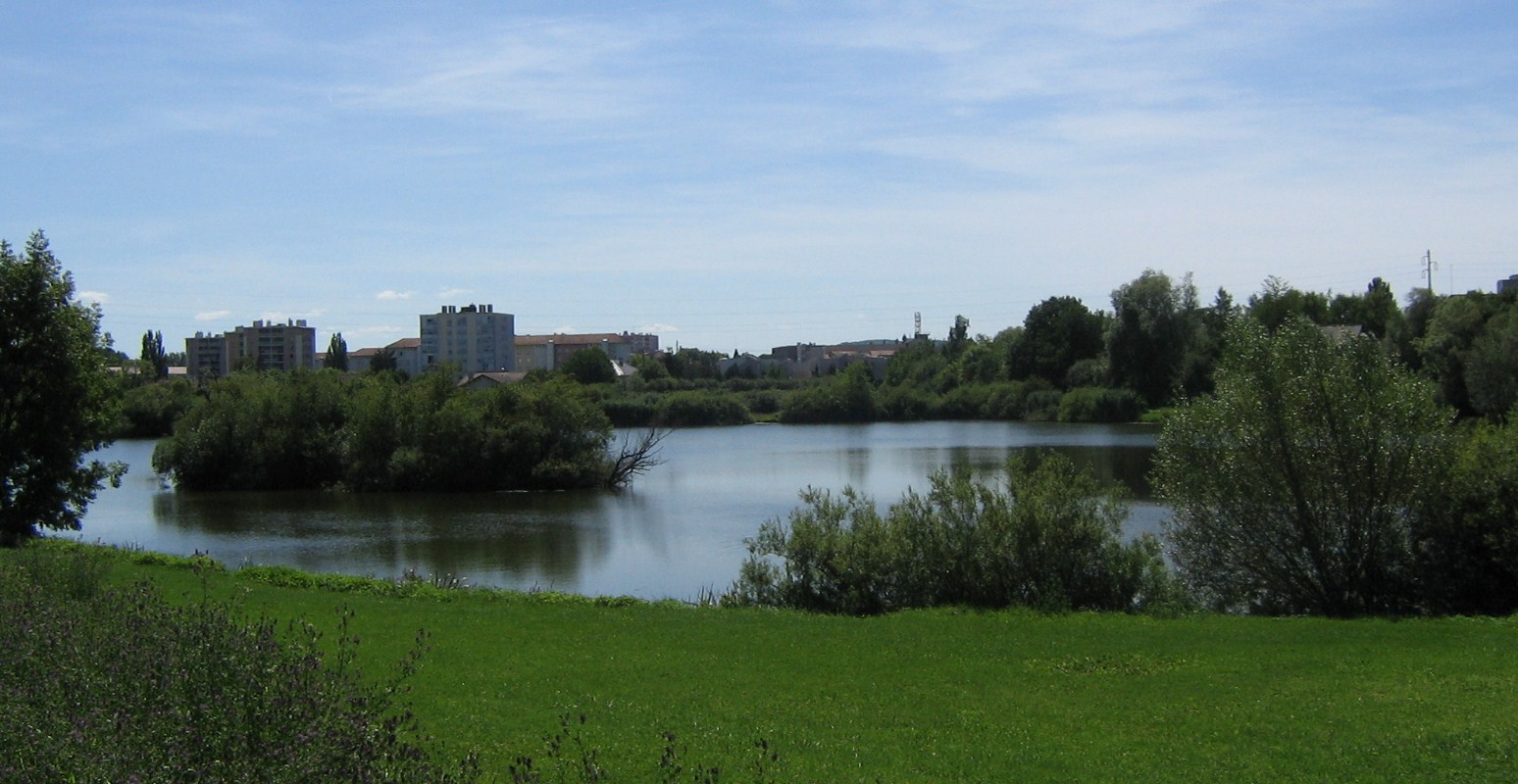
L'étang des Graviers
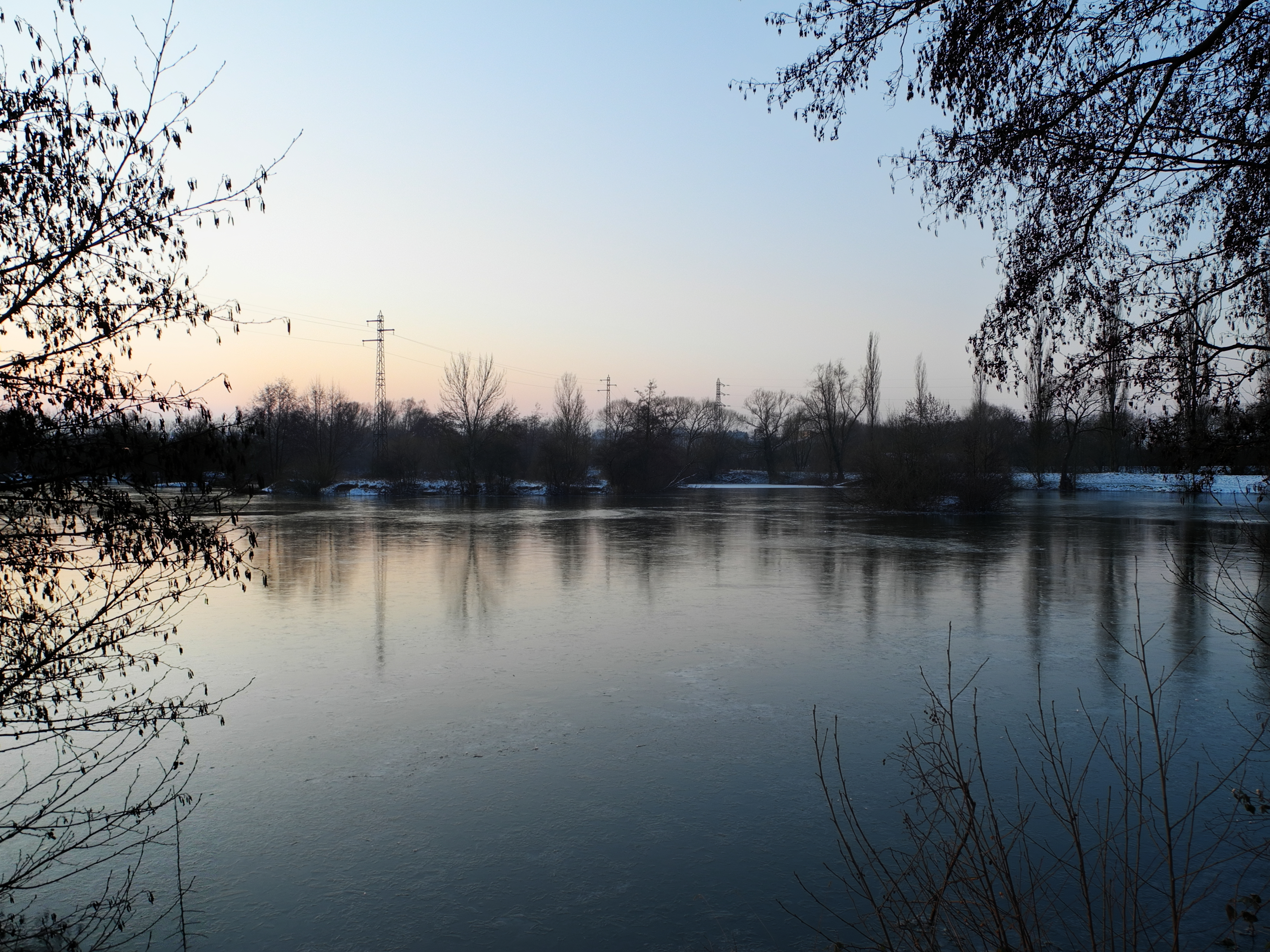
L'étang du Stade

### Climat
Pour des articles plus généraux, voir Climat de la Bourgogne-Franche-Comté et Climat du Doubs.
En 2010, le climat de la commune est de type climat de montagne, selon une étude du Centre national de la recherche scientifique s'appuyant sur une série de données couvrant la période 1971-2000. En 2020, Météo-France publie une typologie des climats de la France métropolitaine dans laquelle la commune est exposée à un climat semi-continental et est dans la région climatique  Vosges, caractérisée par une pluviométrie très élevée (1 500 à 2 000 mm/an) en toutes saisons et un hiver rude (moins de 1 °C). 
Pour la période 1971-2000, la température annuelle moyenne est de 9,9 °C, avec une amplitude thermique annuelle de 17,3 °C. Le cumul annuel moyen de précipitations est de 1 195 mm, avec 12,6 jours de précipitations en janvier et 10,5 jours en juillet. Pour la période 1991-2020, la température moyenne annuelle observée sur la station météorologique de Météo-France la plus proche, « Dorans », sur la commune de Dorans à 7 km à vol d'oiseau, est de 10,9 °C et le cumul annuel moyen de précipitations est de 974,0 mm. 
La température maximale relevée sur cette station est de 38,1 °C, atteinte le 24 juillet 2019 ; la température minimale est de −16 °C, atteinte le 20 décembre 2009,,. 
Les paramètres climatiques de la commune ont été estimés pour le milieu du siècle (2041-2070) selon différents scénarios d'émission de gaz à effet de serre à partir des nouvelles projections climatiques de référence DRIAS-2020. Ils sont consultables sur un site dédié publié par Météo-France en novembre 2022.

## Urbanisme

### Typologie
Au 1er janvier 2024, Vieux-Charmont est catégorisée grand centre urbain, selon la nouvelle grille communale de densité à 7 niveaux définie par l'Insee en 2022.
Elle appartient à l'unité urbaine de Montbéliard, une agglomération inter-départementale dont elle est une commune de la banlieue,. Par ailleurs la commune fait partie de l'aire d'attraction de Montbéliard, dont elle est une commune du pôle principal,. Cette aire, qui regroupe 137 communes, est catégorisée dans les aires de 50 000 à moins de 200 000 habitants,.

### Occupation des sols
L'occupation des sols de la commune, telle qu'elle ressort de la base de données européenne d’occupation biophysique des sols Corine Land Cover (CLC), est marquée par l'importance des territoires artificialisés (66,6 % en 2018), en augmentation par rapport à 1990 (54,7 %). La répartition détaillée en 2018 est la suivante : 
zones urbanisées (60,3 %), zones agricoles hétérogènes (16,5 %), forêts (16,2 %), zones industrielles ou commerciales et réseaux de communication (6,3 %), terres arables (0,7 %). L'évolution de l’occupation des sols de la commune et de ses infrastructures peut être observée sur les différentes représentations cartographiques du territoire : la carte de Cassini (XVIIIe siècle), la carte d'état-major (1820-1866) et les cartes ou photos aériennes de l'IGN pour la période actuelle (1950 à aujourd'hui).

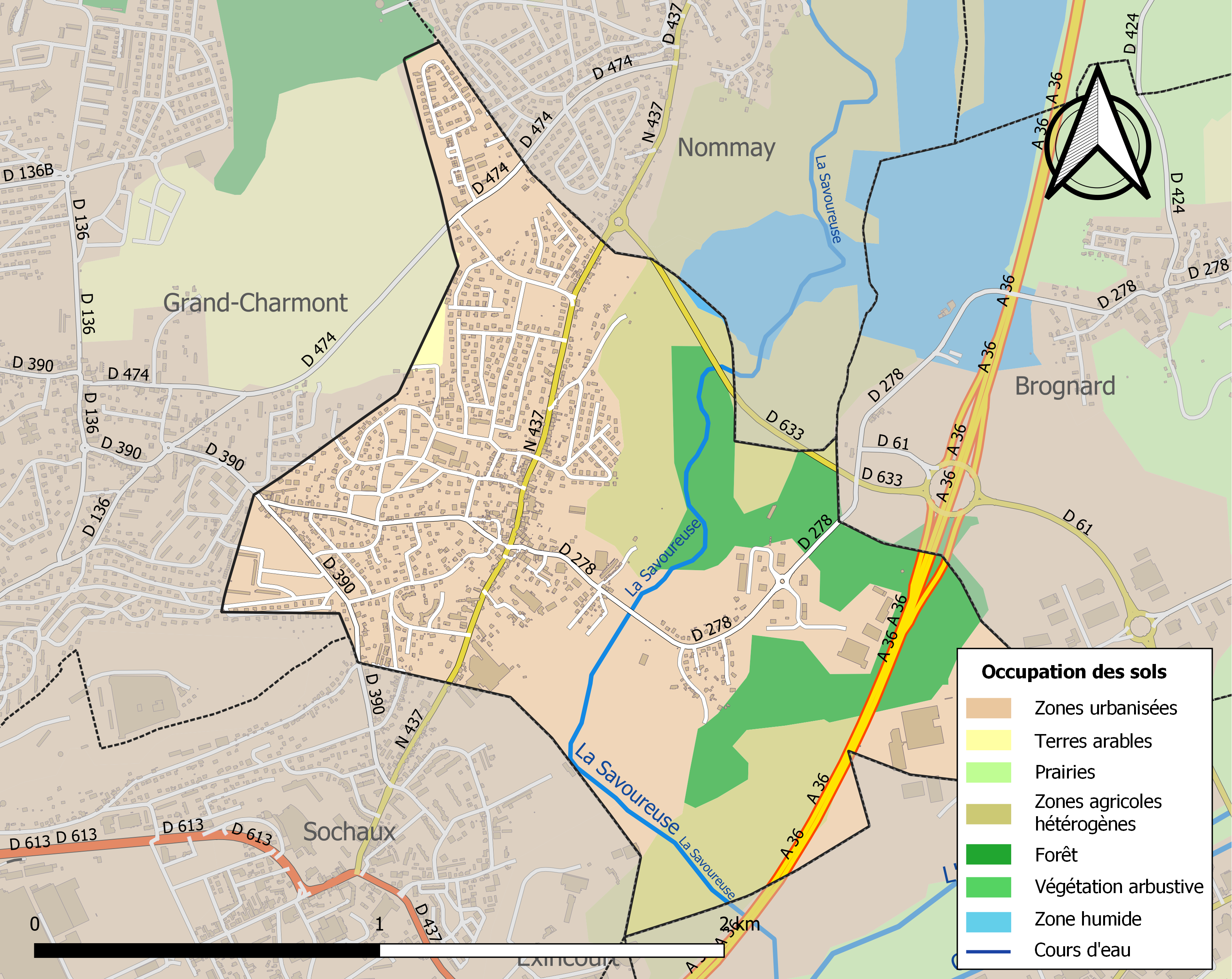
Carte des infrastructures et de l'occupation des sols de la commune en 2018 (CLC).

## Toponymie
Chalvus Mons en 1189 ; Vilchalmont en 1196 ; Viez Charmont en 1340, 1348, 1389, 1591 ; Vieulx Charmont en 1616 ; Charmont-sur-l'eau en 1830.
La localité est citée pour la première fois dans un écrit datant de 1189 du pape Clément III, qui confirme des possessions en biens et en personnes à Chalvus Mons. Dans un écrit du pape Célestin III datant de 1196, la commune apparaît sous le nom de Vilcharmont. En 1340, la commune devient Viez Charmont, puis Vieulx Charmont en 1616. Vers 1830, la commune s'appellera brièvement Charmont sur l'eau, pour enfin devenir Vieux-Charmont.
En franc-comtois, la commune est désignée comme: Tchairmont-chu-l'ave (Charmont-sur-l'eau)[réf. nécessaire].

## Histoire
Vieux-Charmont appartenait au comté de Montbéliard, rattaché à la France en 1793.
Le village a été desservi par la ligne de Belfort à Sochaux de la compagnie des Chemins de fer d'intérêt local du Territoire de Belfort de 1913 à 1938.
|  |  |

Seconde Guerre mondiale
Dans la nuit du 15 au 16 juillet 1943, Vieux-Charmont est sévèrement touchée par le bombardement raté des Anglais qui visaient initialement les usines Peugeot. Cette nuit-là, vers 0 h 30, les Alliés larguèrent près de 600 bombes, seulement 35 touchèrent leurs cibles, tout le reste s'abattant sur Sochaux et les communes alentour, notamment sur la commune de Vieux-Charmont où l'entreprise Marti qui fabrique des pièces de mécanique de précision depuis 1869, fut à moitié rasée par ce bombardement (voir Peugeot pendant la Seconde Guerre mondiale et 16 juillet 1943 : bombardement de Sochaux : Le jour le plus long)

## Politique et administration

### Liste des maires
| Période                                  | Période                       | Identité                    | Étiquette   | Qualité |
| ---------------------------------------- | ----------------------------- | --------------------------- | ----------- | --- |
| 1926                                     | 1935                          | Georges Miellet (1885-1952) | PC          | Ouvrier forgeron |
| Les données manquantes sont à compléter. |                               |                             |             | |
| 1945                                     | 1971                          | Pierre Fesselet (1910-1987) |             | Technicien Peugeot Vice-président du District urbain du pays de Montbéliard (1959 → 1971)                                                             |
| Les données manquantes sont à compléter. |                               |                             |             | |
| juin 1995                                | mars 2008                     | Noël Gauthier               | PS          | Conseiller principal d'éducation Conseiller général de Sochaux-Grand-Charmont (2001 → 2015) Vice-président de la CA Pays de Montbéliard Agglomération |
| mars 2008                                | En cours (au 10 janvier 2021) | Henri-Francis Dufour        | PS puis DVG | Retraité de l'enseignement Vice-président de la CA Pays de Montbéliard Agglomération (2008 → 2014 puis 2020 → ) Réélu pour le mandat 2020-2026        |

## Population et société

### Démographie
L'évolution du nombre d'habitants est connue à travers les recensements de la population effectués dans la commune depuis 1793. Pour les communes de moins de 10 000 habitants, une enquête de recensement portant sur toute la population est réalisée tous les cinq ans, les populations de référence des années intermédiaires étant quant à elles estimées par interpolation ou extrapolation. Pour la commune, le premier recensement exhaustif entrant dans le cadre du nouveau dispositif a été réalisé en 2008.

En 2022, la commune comptait 2 829 habitants, en évolution de +3,82 % par rapport à 2016 (Doubs : +1,88 %, France hors Mayotte : +2,11 %).
| 1793 | 1800 | 1806 | 1821 | 1831 | 1836 | 1841 | 1846 | 1851 |
| ---- | ---- | ---- | ---- | ---- | ---- | ---- | ---- | ---- |
| 203  | 252  | 267  | 332  | 333  | 386  | 405  | 414  | 411  |

| 1856 | 1861 | 1866 | 1872 | 1876 | 1881 | 1886 | 1891 | 1896 |
| ---- | ---- | ---- | ---- | ---- | ---- | ---- | ---- | ---- |
| 395  | 456  | 433  | 570  | 847  | 774  | 805  | 885  | 806  |

| 1901 | 1906 | 1911 | 1921 | 1926 | 1931 | 1936  | 1946  | 1954  |
| ---- | ---- | ---- | ---- | ---- | ---- | ----- | ----- | ----- |
| 806  | 743  | 687  | 772  | 795  | 981  | 1 064 | 1 150 | 1 632 |

| 1962  | 1968  | 1975  | 1982  | 1990  | 1999  | 2006  | 2008  | 2013  |
| ----- | ----- | ----- | ----- | ----- | ----- | ----- | ----- | ----- |
| 2 526 | 2 790 | 3 167 | 2 680 | 2 571 | 2 509 | 2 489 | 2 485 | 2 645 |

| 2018  | 2022  | - | - | - | - | - | - | - |
| ----- | ----- | - | - | - | - | - | - | - |
| 2 763 | 2 829 | - | - | - | - | - | - | - |

### Principaux équipements
L'hôpital le plus proche est l'hôpital Nord Franche-Comté situé à Trévenans, dans le Territoire de Belfort (département voisin),  entre Belfort et Montbéliard ,.

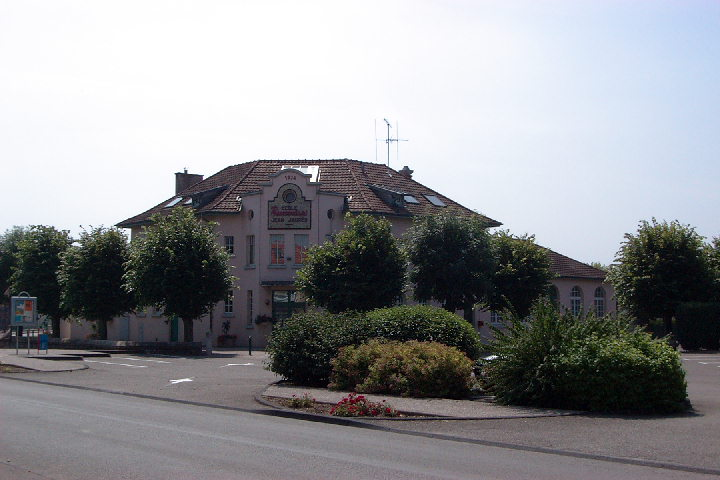
La salle des fêtes Jean-Jaurès.

## Culture locale et patrimoine

### Lieux et monuments
- L'église Saint-Justin construite en 1877 et modifiée en 1901.
- Temple luthérien.
- La maison Marti (1890), situé à proximité de l'église, est la propriété du fondateur de l'entreprise historique installée sur la commune. Son toit en ardoise et son architecture en font l'une des plus belles demeures bourgeoises.

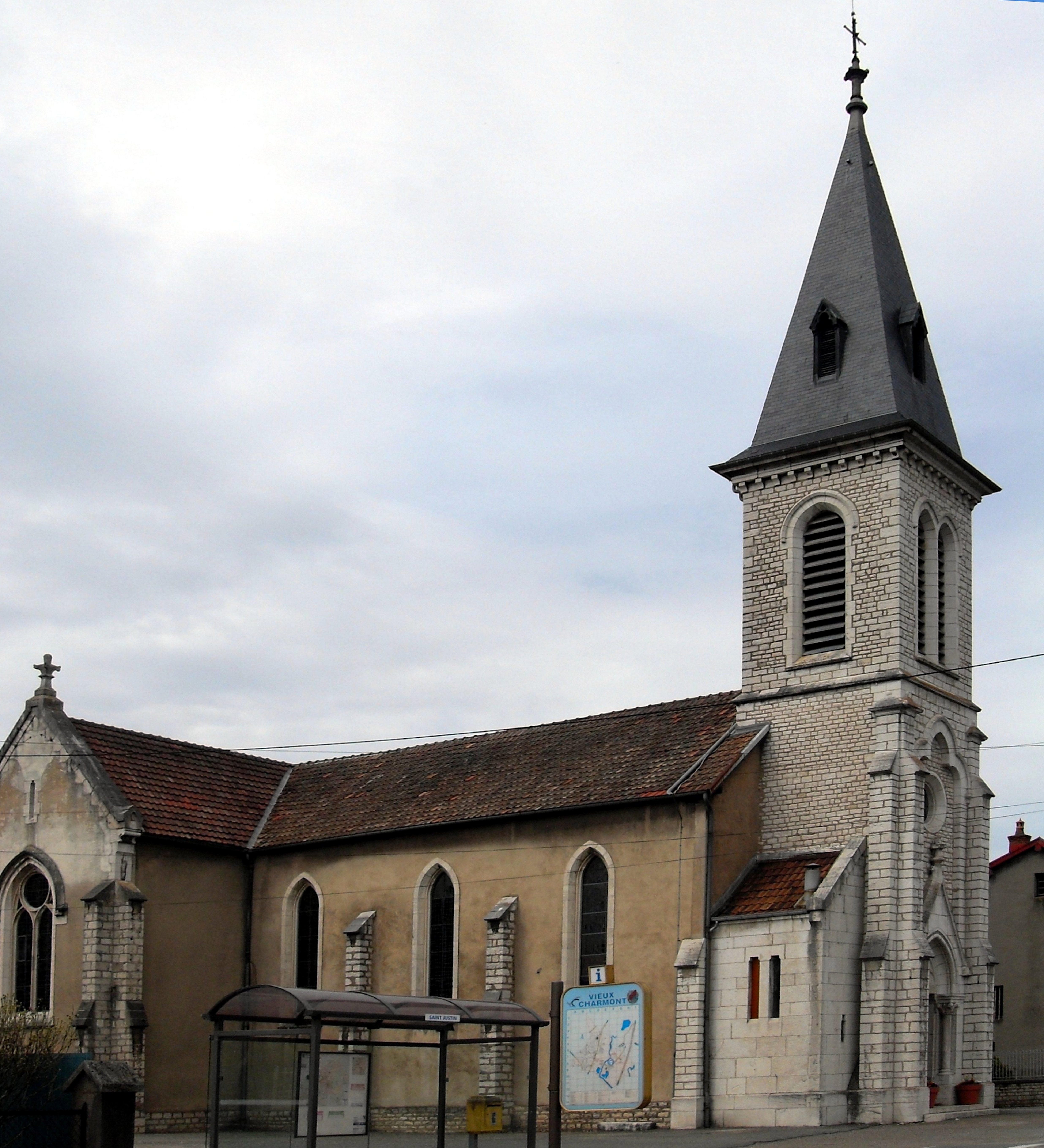
L'église Saint-Justin.
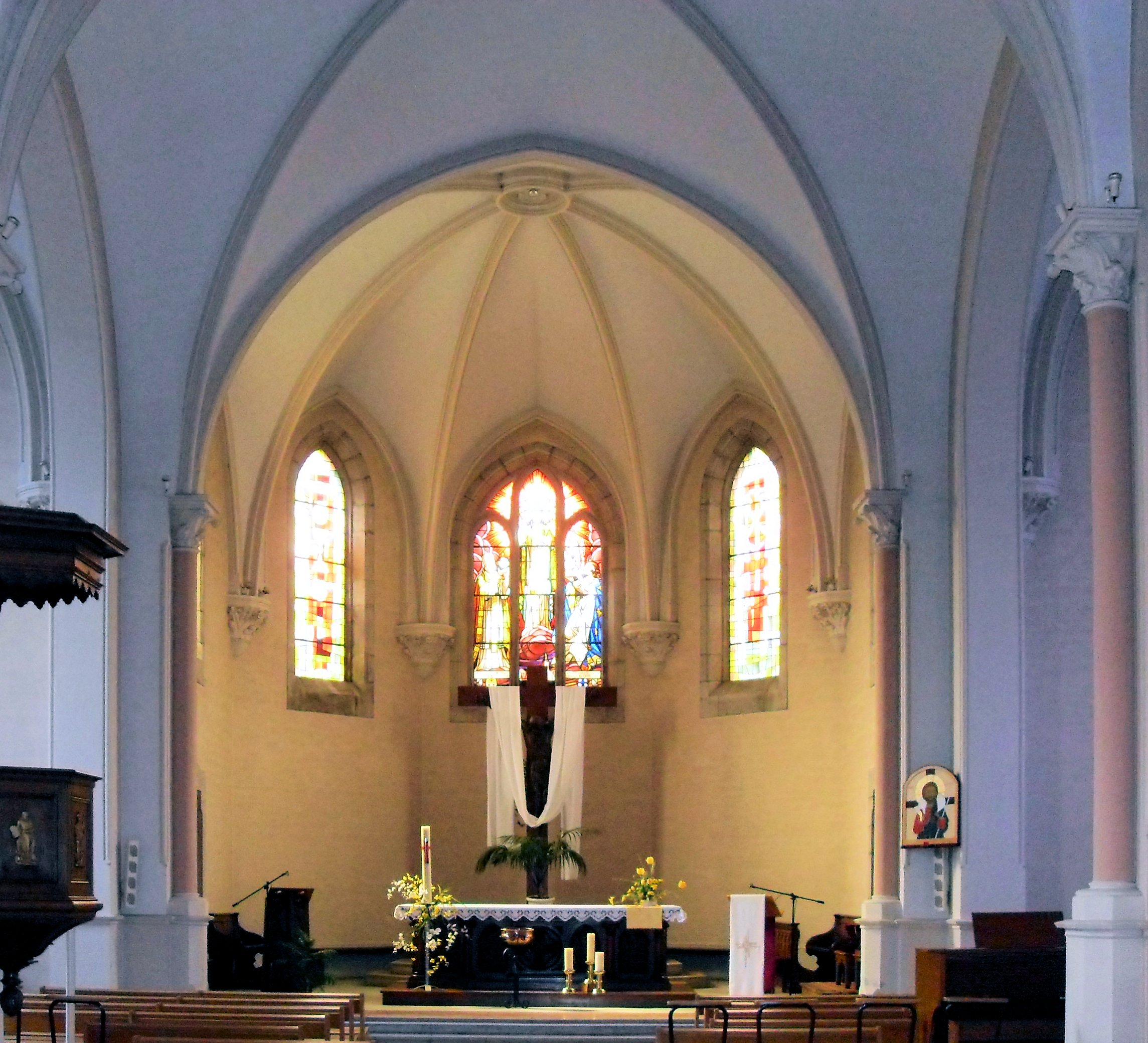
L'intérieur de l'église.
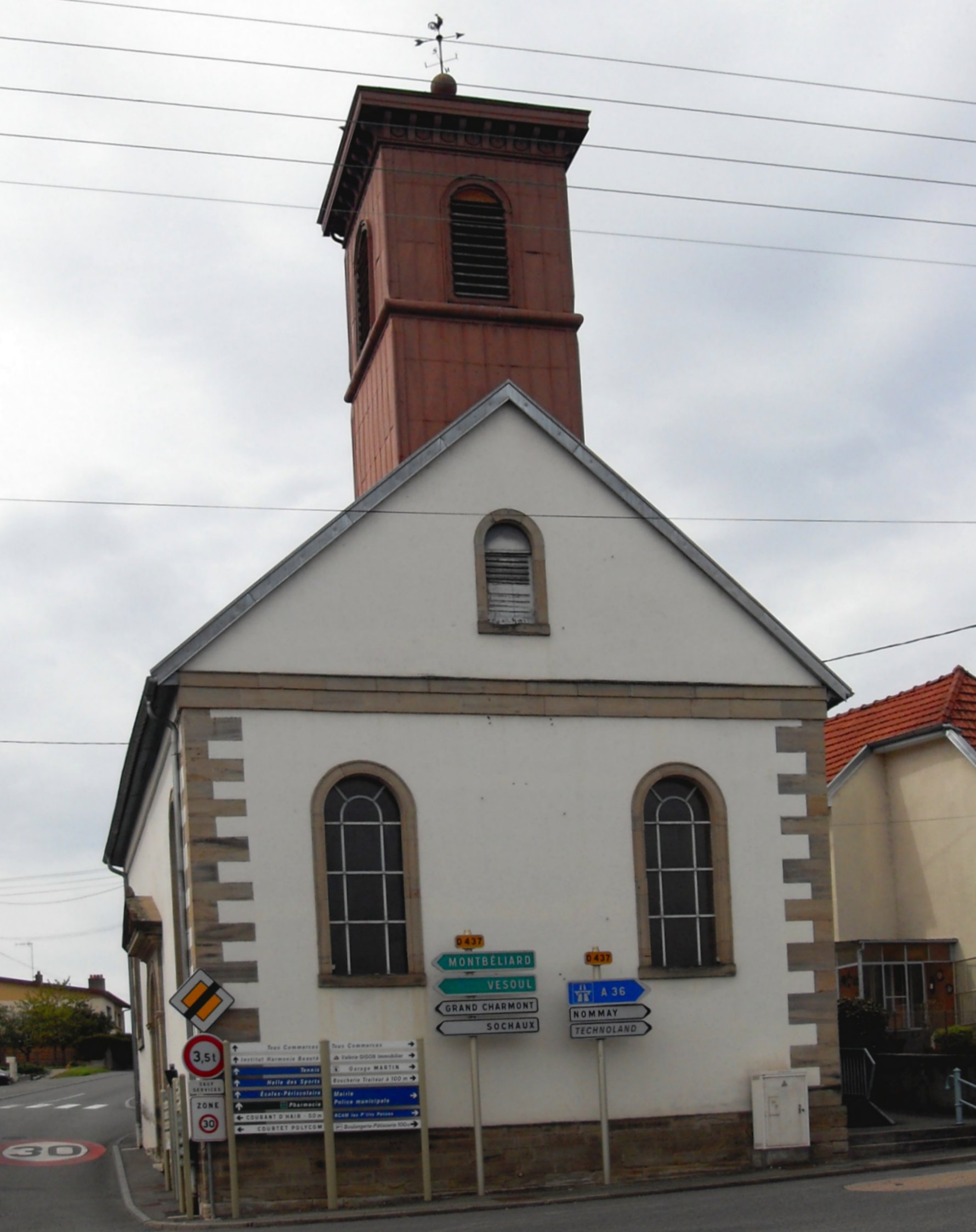
Temple luthérien.
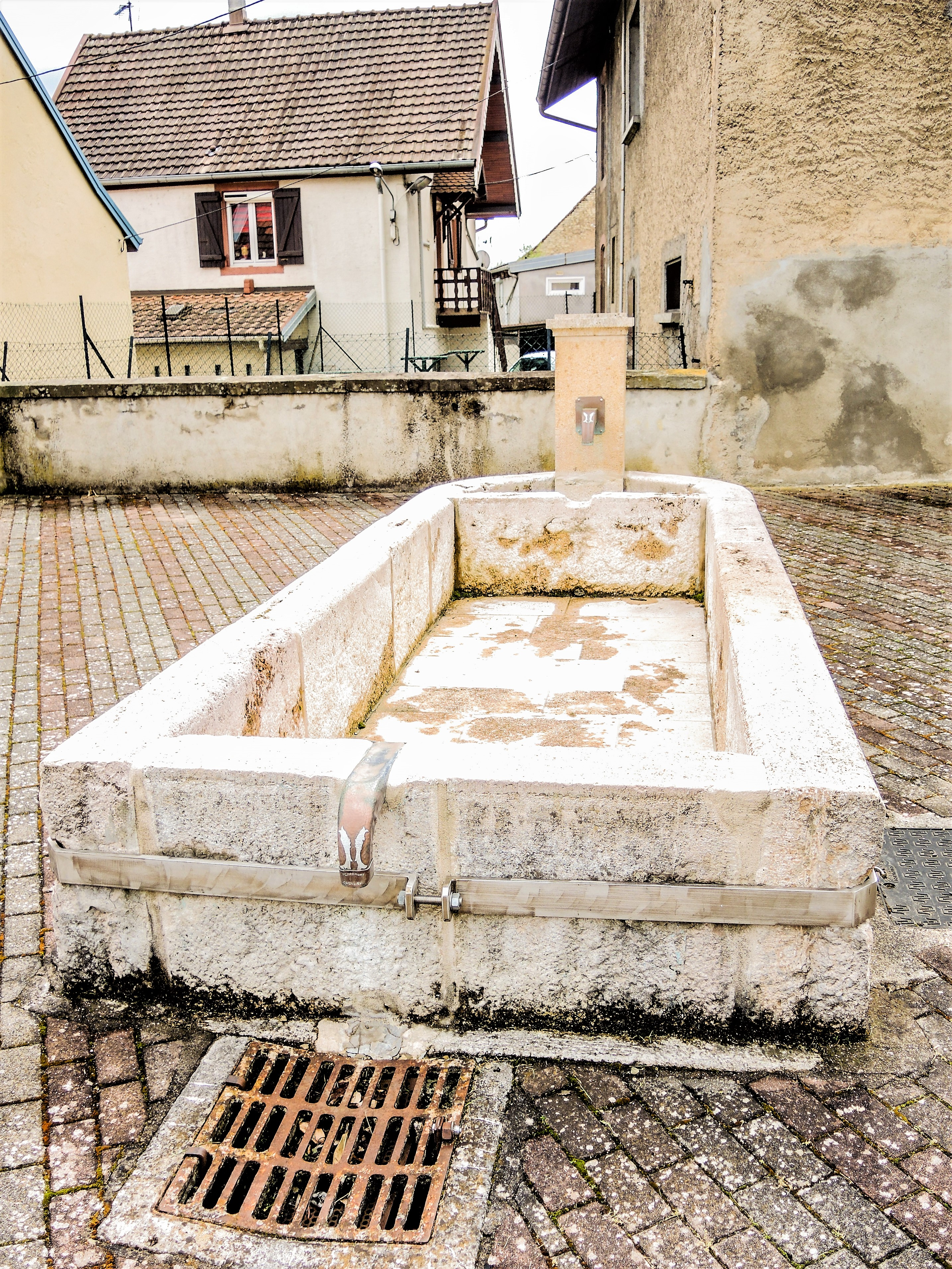
Fontaine lavoir

### Personnalités liées à la commune
- Abraham Marconnet. Né à Vieux-Charmont le 11 janvier 1617, il fit d'excellentes études, s'expatria pendant la guerre de Dix Ans et fut le précepteur de Rodolphe Auguste, fils du duc de Brunswick. Il devint docteur en droit de l'université de Helmstedt et se maria à Brunswick en 1649. En 1659 il fut nommé bailli de Rosenburg et conseiller du duc de Saxe. Congédié en 1679, il se retira à Brunswick avec une pension de son ancien élève, le duc régnant et mourut peu après sans être revenu au pays[14].
- Jean Hauger et Elibabeth ont servi dans la résistance,Jean a été chef du réseau Gilbert.Ce réseau Franco Suisse travail pour le SR Suisse et l'intelligent service à Londres.

### Héraldique
| Blason de Vieux-Charmont | Blason  | Tiercé en barre au 1) d’argent à la roue d’engrenage enclenchée à un pignon, le tout d’or en barre, au 2) de gueules aux deux bars adossés d’or posés à plomb, au 3) d’azur à la tierce ondée d’or sommée d’une roue de moulin du même. |
| Blason de Vieux-Charmont | Détails | Le statut officiel du blason reste à déterminer. |

Le blason de la commune est composé des deux bars symboles de l'appartenance au comté de Montbéliard, de deux roues dentées rappelant l'activité horlogère et le moulin.